# Lijst van voetbalinterlands Iran - Japan
Deze lijst van voetbalinterlands is een overzicht van alle officiële voetbalwedstrijden tussen de nationale teams van Iran en Japan. De landen speelden tot op heden twintig keer tegen elkaar. De eerste ontmoeting, een halve finale tijdens de Aziatische Spelen 1951, werd gespeeld in New Delhi (India) op 7 maart 1951. Het laatste duel, een kwartfinale van de Azië Cup 2023, vond plaats op 3 februari 2024 in Ar Rayyan (Qatar).

## Wedstrijden
| №  | Plaats      | Datum             | Competitie             | Wedstrijd    | Uitslag |
| -- | ----------- | ----------------- | ---------------------- | ------------ | ------- |
| 1  | New Delhi   | 7 maart 1951      | Aziatische Spelen 1951 | Iran – Japan | 0 – 0   |
| 2  | New Delhi   | 9 maart 1951      | Aziatische Spelen 1951 | Iran – Japan | 3 – 2   |
| 3  | Bangkok     | 11 december 1966  | Aziatische Spelen 1966 | Japan – Iran | 3 – 1   |
| 4  | Bangkok     | 18 december 1966  | Aziatische Spelen 1966 | Iran – Japan | 1 – 0   |
| 5  | New Delhi   | 20 november 1982  | Aziatische Spelen 1982 | Japan – Iran | 1 – 0   |
| 6  | Daejeon     | 22 september 1986 | Aziatische Spelen 1986 | Japan – Iran | 0 – 2   |
| 7  | Doha        | 4 december 1988   | Azië Cup 1988          | Japan – Iran | 0 – 0   |
| 8  | Teheran     | 20 januari 1989   | Vriendschappelijk      | Iran – Japan | 2 – 2   |
| 9  | Teheran     | 22 januari 1989   | Vriendschappelijk      | Iran – Japan | 3 – 1   |
| 10 | Beijing     | 1 oktober 1990    | Aziatische Spelen 1990 | Iran – Japan | 1 – 0   |
| 11 | Hiroshima   | 3 november 1992   | Azië Cup 1992          | Japan – Iran | 1 – 0   |
| 12 | Doha        | 18 oktober 1993   | WK 1994 kwalificatie   | Japan – Iran | 1 – 2   |
| 13 | Johor Bahru | 16 november 1997  | WK 1998 kwalificatie   | Japan – Iran | 3 – 2   |
| 14 | Yokohama    | 8 september 1999  | Vriendschappelijk      | Japan – Iran | 1 – 1   |
| 15 | Chongqing   | 28 juli 2004      | Azië Cup 2004          | Japan – Iran | 0 – 0   |
| 16 | Teheran     | 25 maart 2005     | WK 2006 kwalificatie   | Iran – Japan | 2 – 1   |
| 17 | Yokohama    | 17 augustus 2005  | WK 2006 kwalificatie   | Japan – Iran | 2 – 1   |
| 18 | Teheran     | 13 oktober 2015   | Vriendschappelijk      | Iran − Japan | 1 − 1   |
| 19 | Al Ain      | 28 januari 2019   | Azië Cup 2019          | Iran − Japan | 0 − 3   |
| 20 | Ar Rayyan   | 3 februari 2024   | Azië Cup 2023          | Iran − Japan | 2 − 1   |

## Samenvatting
| Competitie        | Totaal gespeeld | Winst Iran | Gelijk | Winst Japan | Doelsaldo Iran – Japan |
| ----------------- | --------------- | ---------- | ------ | ----------- | ---------------------- |
| WK-kwalificatie   | 4               | 2          | 0      | 2           | 7 − 7                  |
| Azië Cup          | 5               | 1          | 2      | 2           | 2 − 5                  |
| Aziatische Spelen | 7               | 4          | 1      | 2           | 8 − 6                  |
| Vriendschappelijk | 4               | 1          | 3      | 0           | 7 − 5                  |
| Totaal            | 20              | 8          | 6      | 6           | 24 − 23                |

FFIRI · 
A-internationals · 
Selecties · Bondscoaches · 
Statistieken · 
Iraans vrouwenelftal · 
Iran U21 · 
Iran U20 · 
Iran U19 · 
Iran U18 · 
Iran U17
1940 – 1969 · 
1970 – 1979 · 
1980 – 1989 · 
1990 – 1999 · 
2000 – 2009 · 
2010 – 2019 ·
2020 − 2029
Asian Cup 1960 · 
Asian Cup 1968 · 
Asian Cup 1972 · 
Asian Cup 1976 · 
Asian Cup 1980 · 
Asian Cup 1984 · 
Asian Cup 1988 · 
Asian Cup 1992 · 
Asian Cup 1996 · 
Asian Cup 2000 · 
Asian Cup 2004 · 
Asian Cup 2007 · 
Asian Cup 2011
WK 1978 · 
WK 1998 · 
WK 2006 · 
WK 2014 · 
WK 2018
OS 1964 · 
OS 1972 · 
OS 1976
1941 · 
1942–1946 · 
1947 · 
1948 · 
1949 · 
1950 · 
1951 · 
1952 · 
1953–1957 · 
1958 · 
1959 · 
1960–1961 · 
1962 · 
1963 · 
1964 · 
1965 · 
1966 · 
1967 · 
1968 · 
1969 · 
1970 · 
1971 · 
1972 · 
1973 · 
1974 · 
1975 · 
1976 · 
1977 · 
1978 · 
1979 · 
1980 · 
1981 · 
1982 · 
1983 · 
1984 · 
1985 · 
1986 · 
1987 · 
1988 · 
1989 · 
1990 · 
1991 · 
1992 · 
1993 · 
1994 · 
1995 · 
1996 · 
1997 · 
1998 · 
1999 · 
2000 · 
2001 · 
2002 · 
2003 · 
2004 · 
2005 · 
2006 · 
2007 · 
2008 · 
2009 · 
2010 · 
2011 · 
2012 ·
2013 ·
2014 ·
2015 ·
2016 ·
2017 ·
2018 ·
2019 ·
2020 ·
2021 ·
2022 ·
2023 ·
2024
Afghanistan ·
Albanië ·
Algerije ·
Angola ·
Argentinië ·
Armenië ·
Australië ·
Azerbeidzjan ·
Bahrein ·
Bangladesh ·
Bolivia ·
Bosnië en Herzegovina ·
Botswana ·
Brazilië ·
Bulgarije ·
Burkina Faso ·
Cambodja ·
Canada ·
Chili ·
China ·
Costa Rica ·
Cyprus ·
Denemarken ·
Duitsland ·
Ecuador ·
Egypte ·
Engeland ·
Filipijnen ·
Frankrijk ·
Georgië ·
Ghana ·
Guam ·
Guatemala ·
Guinee ·
Hongarije ·
Hongkong ·
Ierland ·
IJsland ·
India ·
Indonesië ·
Irak ·
Israël ·
Jamaica ·
Japan ·
Jemen ·
Joegoslavië ·
Jordanië ·
Kameroen ·
Kazachstan ·
Kenia ·
Kirgizië ·
Koeweit ·
Kroatië ·
Laos ·
Libanon ·
Libië ·
Litouwen ·
Madagaskar ·
Malediven ·
Maleisië ·
Mali ·
Marokko ·
Mexico ·
Montenegro ·
Mozambique ·
Myanmar ·
Nederland ·
Nepal ·
Nicaragua ·
Nieuw-Zeeland ·
Nigeria ·
Noord-Korea ·
Noord-Macedonië ·
Oeganda ·
Oekraïne ·
Oezbekistan ·
Oman ·
Oostenrijk ·
Pakistan ·
Palestina ·
Panama ·
Papoea-Nieuw-Guinea ·
Paraguay ·
Peru ·
Polen ·
Portugal ·
Qatar ·
Roemenië ·
Rusland ·
Saoedi-Arabië ·
Schotland ·
Senegal ·
Sierra Leone ·
Singapore ·
Slowakije ·
Sovjet-Unie ·
Spanje ·
Sri Lanka ·
Syrië ·
Tadzjikistan ·
Taiwan ·
Thailand ·
Togo ·
Trinidad en Tobago ·
Tsjecho-Slowakije ·
Tunesië ·
Turkije ·
Turkmenistan ·
Uruguay ·
Venezuela ·
Verenigde Arabische Emiraten ·
Verenigde Staten ·
Vietnam ·
Wales ·
Wit-Rusland ·
Zambia ·
Zuid-Jemen ·
Zuid-Korea ·
Zweden
Angola (2006) ·
Argentinië (2014) ·
Bosnië en Herzegovina (2014) ·
Marokko (2018) ·
Mexico (2006) ·
Nigeria (2014) ·
Portugal (2006) ·
Portugal (2018) ·
Spanje (2018)
JFA · A-Internationals · Selecties · Bondscoaches · Statistieken · Olympisch elftal · Japans vrouwenelftal · Japan U21 · Japan U20 · Japan U19 · Japan U18 · Japan U17
1910 – 1949 · 
1950 – 1959 · 
1960 – 1969 · 
1970 – 1979 · 
1980 – 1989 · 
1990 – 1999 · 
2000 – 2009 · 
2010 – 2019 · 
2020 – 2029
CC 1995 · 
CC 2001 · 
CC 2003 · 
CC 2005
WK 1998 · 
WK 2002 · 
WK 2006 · 
WK 2010 · 
WK 2014 · 
WK 2018
OS 1936 · 
OS 1956 ·
OS 1964 · 
OS 1968 · 
OS 1996 ·
OS 2000 ·
OS 2004 ·
OS 2008 ·
OS 2012 ·
OS 2016 ·
OS 2020
1917 · 
1918 · 1919 · 
1921 · 
1922 · 
1923 · 
1924 · 
1925 · 
1926 · 
1927 · 
1928 · 1929 · 
1930 · 
1931 · 1932 · 1933 · 
1934 · 
1935 · 
1936 · 
1937 · 1938 · 
1939 · 
1940 · 
1941 · 
1942 · 
1943 – 1950 · 
1951 · 
1952 · 1953 · 
1954 · 
1955 · 
1956 · 
1957 · 
1958 · 
1959 · 
1960 · 
1961 · 
1962 · 
1963 · 
1964 · 
1965 · 
1966 · 
1967 · 
1968 · 
1969 · 
1970 · 
1971 · 
1972 · 
1973 · 
1974 · 
1975 · 
1976 · 
1977 · 
1978 · 
1979 · 
1980 · 
1981 · 
1982 · 
1983 · 
1984 · 
1985 · 
1986 · 
1987 · 
1988 · 
1989 · 
1990 · 
1991 · 
1992 · 
1993 · 
1994 · 
1995 · 
1996 · 
1997 · 
1998 · 
1999 · 
2000 · 
2001 · 
2002 · 
2003 · 
2004 · 
2005 · 
2006 · 
2007 · 
2008 · 
2009 · 
2010 · 
2011 · 
2012 · 
2013 · 
2014 · 
2015 ·
2016 ·
2017 ·
2018 ·
2019 ·
2020 ·
2021 ·
2022
Afghanistan ·
Angola ·
Argentinië ·
Australië ·
Azerbeidzjan · 
Bahrein ·
Bangladesh ·
België ·
Bolivia ·
Bosnië en Herzegovina ·
Brazilië ·
Brunei ·
Bulgarije ·
Cambodja ·
Canada ·
Chili ·
China ·
Colombia ·
Costa Rica ·
Cyprus ·
Denemarken ·
Duitsland ·
Ecuador ·
Egypte ·
El Salvador ·
Engeland ·
Filipijnen ·
Finland ·
Frankrijk ·
Ghana ·
Griekenland ·
Guatemala ·
Haïti ·
Honduras ·
Hongarije ·
Hongkong ·
IJsland ·
India ·
Indonesië ·
Irak ·
Iran ·
Israël ·
Italië ·
Ivoorkust ·
Jamaica ·
Jemen ·
Joegoslavië ·
Jordanië ·
Kameroen ·
Kazachstan ·
Kirgizië ·
Koeweit ·
Kroatië ·
Letland ·
Luxemburg ·
Macau ·
Maleisië ·
Mali ·
Malta ·
Mexico ·
Mongolië ·
Montenegro ·
Myanmar ·
Nederland ·
Nepal ·
Nieuw-Zeeland ·
Nigeria ·
Noord-Korea ·
Noorwegen ·
Oekraïne ·
Oezbekistan ·
Oman ·
Oostenrijk ·
Pakistan ·
Palestina ·
Panama ·
Paraguay ·
Peru ·
Polen ·
Qatar ·
Roemenië ·
Rusland ·
Saoedi-Arabië ·
Schotland ·
Senegal ·
Servië ·
Servië en Montenegro ·
Singapore ·
Slowakije ·
Sovjet-Unie ·
Spanje ·
Sri Lanka ·
Syrië ·
Tadzjikistan ·
Taiwan ·
Thailand ·
Togo ·
Trinidad en Tobago ·
Tsjechië ·
Tunesië ·
Turkije ·
Turkmenistan ·
Uruguay ·
Venezuela ·
Verenigde Arabische Emiraten ·
Verenigde Staten ·
Vietnam ·
Wales ·
Wit-Rusland ·
Zambia ·
Zuid-Afrika ·
Zuid-Jemen ·
Zuid-Korea ·
Zuid-Vietnam ·
Zweden ·
Zwitserland
Australië (2006) · 
Brazilië (2006) · 
België (2018) · 
Colombia (2014) · 
Colombia (2018) ·
Denemarken (2010) ·
Duitsland (2022) · 
Frankrijk (2001) · 
Griekenland (2014) · 
Ivoorkust (2014) · 
Kameroen (2010) · 
Kroatië (2006) · 
Nederland (2010) ·
Polen (2018) ·
Senegal (2018) ·
Spanje (2022)